# 美國陸軍第8憲兵旅
第8憲兵旅（英語：8th Military Police Brigade）是美國陸軍駐在夏威夷史考菲軍營的一支旅級憲兵部隊，太平洋地區的美軍憲兵單位均由其負責。
第8憲兵旅的歷史可追溯至越南戰爭時期，成立當時的名稱為第8憲兵群（8th Military Police Group），是為了規劃、指導和監督美國駐越陸軍指派的犯罪調查任務而組建。之後，該部隊取代了另一支創立於1966年11月3日的臨時憲兵調查群，接下了南越首都圈西貢以外所有地域的犯罪調查勤務，并于1972年7月成為美國陸軍犯罪調查中心駐越野戰辦公室（US Army Criminal Investigation Center, Vietnam Field Office）的基底構成單位。
第8憲兵群於越南駐紮了多年，先后獲得过十條參戰飄帶，之後隨美國撤兵而解編，直到1980年代時才重新於韓國重新創建為旅，负责指揮、管制太平洋區的憲兵隊，并因此转移到美國太平洋陸軍大部隊所在的夏威夷。21世紀後，第8憲兵旅亦曾為了支援伊拉克戰爭而將旅部調至中東。

## 組織架構
第8憲兵旅同時是美國太平洋陸軍（駐夏威夷）和美國第八軍團（駐韓國首爾）的下屬單位，並接受第8戰區保障司令部（8th Theater Support Command）的直接指揮。目前第8旅旅部下轄有一個營——美國陸軍第728憲兵營，以及第39和第19憲兵支隊（detachment）。第728憲兵營之下又由第57、58、552和558連組成。

## 歷史

### 越南戰爭
第8憲兵旅的前身——第8憲兵群，於1967年4月8日創立為正規部隊，7月26日時在堪薩斯州的萊利堡正式編成。但存在了僅僅5個月後，即於同年12月8日解散。
1968年8月24日，第8憲兵群又重新在越南編為現役單位，當時駐越美軍尚成立了數個憲兵群，以便於替戰地的美軍憲兵組織更大、更完善的指揮體系，而第8群的組建即為其中的一環。接著，已經於越南部署的美軍憲兵隊便由新指揮部接手管轄。當時第8憲兵群與第89憲兵群均駐在西貢東北方的隆平陸軍基地、執行警備任務，上級單位為第18憲兵旅，其特色單位徽章則在1969年11月2日收到。1970年代的美軍美軍逐步撤出越南，第8憲兵群在越南的活動因而終止，並由於其在戰時扮演的角色，而獲頒十條參戰飄帶。

### 在韓重編
1984年9月，美軍在韓國創立了第8臨時憲兵旅（8th Military Police Brigade (Provisional)），以因應戰時對強力、緊密的指揮鏈所存的需求，也為了管理駐韓美軍中數支師級以下的憲兵部隊。此時的第8旅雖然已由第94憲兵營（駐漢城龍山基地）和第728憲兵營（駐大邱沃克營）組成，但在屬性上仍是尚未正式編成的臨時部隊，並又維持了此狀態將近10年。
1995年，軍方批准了在韓國成立一個現役旅級憲兵司令部的方案，而使得第8憲兵旅在1996年4月16日編為現役部隊，以在於戰時期作為94營和728營的上級指揮單位，並在敵軍進犯之際充當戰區憲兵部隊的角色。同樣在4月16日，第8憲兵旅收到新的部隊識別章，上頭繪入了韓國太極旗中的陰陽符號。
2006年7月，第8憲兵旅旅部和728憲兵營被指派為美國太平洋陸軍所屬單位，因此撤出韓國，改駐夏威夷的史考菲軍營，並且被置於新成立的第8戰區保障司令部指揮之下，該司令部負責使第25步兵師與第八軍團其他部隊能作好準備、因應全球性部署。

### 反恐戰爭
2004年10月，第8憲兵旅第728營的下轄單位被調往伊拉克，以配合美國陸軍為伊拉克自由行動制定的憲兵派伊輪調日程、前往該國執行勤務。2007年10月，第8憲兵旅又增派了728營營上的另一批部隊到伊拉克駐紮15個月，支援伊拉克自由行動。在此期間，這批憲兵部隊遭遇了嚴重的人員傷亡，肇因於敵軍伏擊或車輛意外。
之後，第8憲兵旅旅部本身也開始預定要在2008年秋進駐伊拉克，並於該年7月展開遷移作業，在伊拉克實施行前勘察，以替之後的部署鋪路。第8憲兵旅的此次派遣是為了要接替在2008年秋結束伊拉克勤務的第18憲兵旅。除了支援美軍部隊之外，第8憲兵旅進駐伊拉克後還協助伊拉克警察在巴格達地區的人員培訓和編制擴充。該年12月2日，第8憲兵旅與第18憲兵旅正式完成交接，並開始前進伊拉克。

## 榮譽

### 參戰飄帶
| 戰爭     | 飄帶           | 年份           |
| -------- | -------------- | -------------- |
| 越南戰爭 | 第五階段反攻   | 1968年         |
| 越南戰爭 | 第六階段反攻   | 1968年－1969年 |
| 越南戰爭 | 69年春節／反攻 | 1969年         |
| 越南戰爭 | 1969年夏－秋   | 1969年         |
| 越南戰爭 | 1970年冬－春   | 1970年         |
| 越南戰爭 | 保護區反攻     | 1970年         |
| 越南戰爭 | 第七階段反攻   | 1970年－1971年 |
| 越南戰爭 | 第一階段鞏固   | 1970年         |
| 越南戰爭 | 第二階段鞏固   | 1971年         |
| 越南戰爭 | 停火           | 1973年         |

### 部隊勛獎
| 勳表 | 名稱                             | 年份           | 成就     |
| ---- | -------------------------------- | -------------- | -------- |
|      | 功績部隊嘉獎（陸軍）             | 1968年－1969年 | 越戰服役 |
|      | 越南共和國英勇十字勳章鑲邊棕櫚葉 | 1968年－1972年 | 越戰服役 |

## 外部連結
- 8th Military Police Brigade Web Site